# PK/PDモデル
PK / PDモデリング （ 薬物動態/薬力学モデリング ）（別称PKPD またはPK-PD モデリング）は、 薬物動態（Pharmacokinetics, PK）と薬力学（Pharmacodynamics, PD）の2つの古典的な薬理学分野を組み合わせた手法である。  本手法では、薬物動態モデルと薬力学モデルの成分を1組の数式に統合し、 薬物投与に応じた効果強度の時間推移の記述を可能にする。 PK / PDモデリングは、 ファーマコメトリクスの分野に関連している。 
曝露－反応関係を記述するための様々なPK / PDモデリング手法がある。 PK / PD関係は、 線形モデル 、 Emaxモデル 、 シグモイドEmaxモデルなどの単純な方程式で記述できる。  しかし、薬物投与と薬効の間に遅延が見られる場合は、時間的解離を考慮する必要があり、より複雑なモデルとなる：  
- 直接／間接結合PK / PDモデル（薬効コンパートメントモデル）
- 直接／間接作用PK / PDモデル[7]
- 時変／時不変
- 細胞寿命モデル
- 複合反応モデル

PK / PDモデリングは、医薬品開発の各過程において重要であり  、多くの疾患においてその有用性が示されている。  アメリカ食品医薬品局（Food and Drug Administration, FDA）はまた、曝露ー反応研究の実施方法を勧告する業界のためのガイダンスも提供している 。 